# 康代城堡

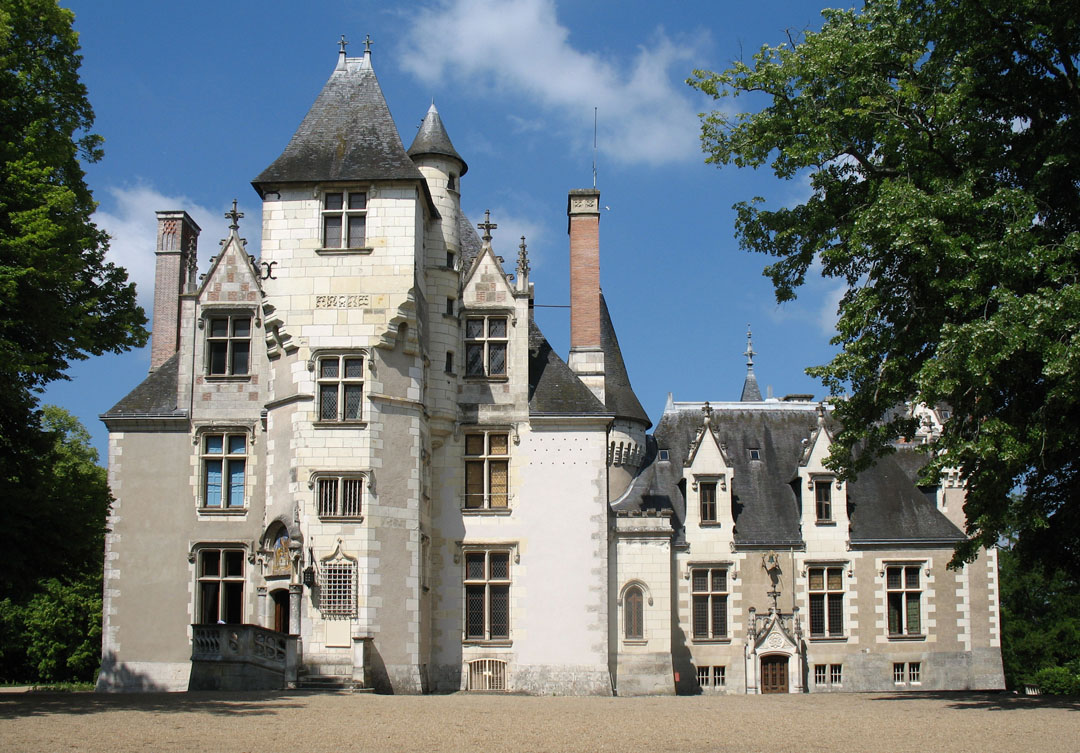
康代城堡

康代城堡（Château de Candé）是法国的一座城堡，位于中央-卢瓦尔河谷大区安德尔-卢瓦尔省图尔区市镇蒙镇，在图尔以南10公里，安德尔河北岸。